# Eunoumeana exprompta
Eunoumeana exprompta là một loài bướm đêm trong họ Geometridae.